# Modibo Sidibé
Modibo Sidibé (Bamako, 7 novembre 1952) è un politico maliano.